# Ali Palabıyık
Ali Palabıyık (* 14. August 1981 in Ankara) ist ein ehemaliger türkischer Fußballschiedsrichter.

## Werdegang
Vor seiner Schiedsrichtertätigkeit war Palabıyık viele Jahre Torwart bei verschiedenen Amateurvereinen in Ankara. Mit 17 Jahren ließ er seine Fußballtätigkeit ruhen und meldete sich im Jahr 2000 für die Schiedsrichterprüfung an. Seitdem ist er Schiedsrichter und pfeift für die Provinz Ankara.
Am 21. August 2004 assistierte er Bülent Yıldırım erstmals in der Süper Lig bei dem Spiel Gençlerbirliği Ankara – Ankaraspor. Acht Jahre später gab Palabıyık sein Debüt als Schiedsrichter in der Süper Lig am 27. Oktober 2012; er leitete die Begegnung Mersin İdman Yurdu gegen Istanbul BB.
Bis zur Saison 2022/23 zählte er zur Gruppe der UEFA-First-Category-Schiedsrichter.